# Liste der Bodendenkmäler in Rheinbach
Die Liste der Bodendenkmäler in Rheinbach enthält die denkmalgeschützten unterirdischen baulichen Anlagen, Reste oberirdischer baulicher Anlagen, Zeugnisse tierischen und pflanzlichen Lebens und paläontologischen Reste auf dem Gebiet der Stadt Rheinbach im Rhein-Sieg-Kreis in Nordrhein-Westfalen (Stand: September 2020). Diese Bodendenkmäler sind in Teil B der Denkmalliste der Stadt Rheinbach eingetragen; Grundlage für die Aufnahme ist das Denkmalschutzgesetz Nordrhein-Westfalen (DSchG NRW).

## Rheinbach
| Bild | Bezeichnung                                     | Lage      | Beschreibung | Bauzeit | Eingetragen seit      | Denkmal- nummer |
| ---- | ----------------------------------------------- | --------- | --- | ------- | --------------------- | --------------- |
|      | Wehrturm                                        | Rheinbach | Kernstadt Rheinbach: Prümer Wall/Ecke Weiherstraße, Reste der historischen Stadtbefestigung |         | 18.12.1984            | 1               |
|      | Grabhügelfelder und Wölbäcker                   | Rheinbach | Ca. 2.150 m südlich der Ortsmitte von Rheinbach, 250 m östlich des Stiefelsbach in einem lichten Wald befinden sich ca. 150 kleine Hügel von durchschnittlich 0,5 m Höhe und bis zu 2,50 m Breite. Östlich des mittelalterlichen Hohlweges sieben Wölbäcker |         | 24.01.1986            | 2               |
|      | Wölbäcker                                       | Rheinbach | 3 km südwestlich von Rheinbach, 150 m südöstlich der Straße von Rheinbach nach Loch befinden sich im Rheinbach Stadtforst Reste von Altfluren, sog. Wölbäcker zwischen einem Hohlweg im SO und einem von SW nach NO ziehenden Siefen. |         | 24.01.1986            | 3               |
|      | Hügelgräber                                     | Rheinbach | 1,8 km südlich der Ortsmitte von Rheinbach liegen im Rheinbacher Stadtwald auf einer Fläche von 150 m Länge und 120 m Breite 32 Hügel unregelmäßig verstreut. Sie haben eine Höhe von 0,50 m und einen Durchmesser von etwa 2,50 m. |         | 01.07.1986            | 5               |
|      | Römische Trümmerstelle                          | Rheinbach | Römisches Landgut - villa rustika-, die nordöstliche, östliche und südöstliche Begrenzung des Landgutes konnten anhand des Grabenverlaufes eindeutig nachgewiesen werden. Die Breite des Hofareals kann mit 180 m angegeben werden. |         | 26.06.1997 02.07.1996 | 11              |
|      | Bandkeramische Siedlungsstelle                  | Rheinbach | Bandkeramische Siedlungsstelle im Randbereich der südlichen Lößgrenze zum Mittelgebirge. Dieser Fundplatz ist für die Erforschung der ersten jungneolithischen Bauernkultur(5.-4- vorchristliches Jahrtausend) in einem landwirtschaftlich geprägten Raum von großer Bedeutung. |         | 15.11.1999            | 12              |
|      | Römischer Gutshof                               | Rheinbach | Südöstlich von Rheinbach, beidseits der mittelalterlich/neuzeitlichen Koblenzer Straße wurde ein römisches, landwirtschaftliches Hofgut nachgewiesen. Anhand der nachgewiesenen Befunde konnte die Abgrenzung des Siedlungsplatzes eindeutig umschrieben werden. |         | 26.06.2001            | 15              |
|      | Eisenzeitliche Siedlungsstelle                  | Rheinbach | Südöstlich von Rheinbach, zwischen der mittelalterlich/neuzeitlichen Koblenzer Straße und er Flur „Am Alten Wormersdorfer Weg“ wurde ein ausgedehnter eisenzeitlicher Siedlungsplatz nachgewiesen. Anhand der nachgewiesenen Befunde konnte die Abgrenzung des Siedlungsplatzes eindeutig umschrieben werden. |         | 27.06.2001            | 16              |
|      | Römischer Gutshof                               | Rheinbach | Südöstlich von Rheinbach, in Verlängerung des Kiefern-, Erlenweges und der Gartenstraße befindet sich in der Flur „Am Alten Wormersdorfer Weg“ ein römisches, landwirtschaftliches Hofgut. Anhand der nachgewiesenen Befunde konnte die Abgrenzung des Siedlungsplatzes eindeutig festgelegt werden. |         | 15.08.2001            | 17              |
|      | Römischer Gutshof („Villa rustica Knottebende“) | Rheinbach | Das Bodendenkmal „römische villa rustica Knottebende“ liegt auf einem leicht nach Norden abfallenden Hang der Hochfläche nordöstlich von Rheinbach. Nach dem derzeitigen Kenntnisstand ist mit Sicherheit davon auszugehen, dass im Untergrund nachgewiesenen archäologischen Zeugnisse in Form von Bebauungsresten, Pfostenstellungen, Gruben, Grabenanlagen, Gräbern und Gebrauchsgegenstände sowie der sie umgebenden und einschließende Boden, als Mehrheiten von Sachen die in einem funktionellen Zusammenhang stehen. |         | 03.01.2002            | 19              |
|      | Munitionsbeständelager                          | Rheinbach | Im Rheinbacher Stadtwald liegen zwischen Dreeser Weg und Pionierweg die baulichen Reste eines Munitionsbeständelagers. Das Depot hatte eine Größe von 78 896 m². Erhalten haben sich innerhalb des befestigen Depotweges die Hallenstandorte in unterschiedlichem Zustand. Auch von dem Verwaltungsgebäude und der Luftschutzanlage sind nur Relikte erhalten. Das ehemalige Depot liegt in einem Waldgebiet, in dem sich zahlreiche Bombentrichter aus den Kriegsjahren 1944/45 erhalten haben.                             |         | 08.06.2016            | 21              |
|      | Bombentrichter                                  | Rheinbach | Im Rheinbacher Stadtwald befanden sich während des Zweiten Weltkriegs einzelne, militärisch wichtige Anlagen, die vor allem seit dem Herbst 1944 und im Frühjahr 1945 das Ziel amerikanischer Luftangriffe waren. Noch heute zeigen die Vertiefungen im Wald den Einschlag zahlreicher Sprengbomben. |         | 08.06.2016            | 22              |
|      | Sprengstofffabrik                               | Rheinbach | Westlich der Landstraße nach Loch und nordöstlich von Gut Waldau liegen in einem Waldstück die Relikte einer alten Sprengstofffabrik. Sie wurde ab 1910 errichtet und stellte ab 1914 Zündhütchen, Knallquecksilbersprengkapseln, Sicherheitssprengkapseln und elektrischen Zünder (Infanteriemunition) für die Kriegsproduktion im Ersten Weltkrieg her. In dem Waldgebiet sind vor allem die charakteristischen Erdwälle solcher Sprengstoffproduktionsanlagen erhalten.                                                   |         | 08.06.2016            | 23              |

## Flerzheim
| Bild | Bezeichnung                              | Lage      | Beschreibung | Bauzeit | Eingetragen seit | Denkmal- nummer |
| ---- | ---------------------------------------- | --------- | --- | ------- | ---------------- | --------------- |
|      | Überreste einer römischen Straßenstation | Flerzheim | Ca. 3000 m ONO von Rheinbach und 1400 m südl. von Flerzheim liegt auf einem leicht welligen, nach Norden abfallenden Hang eine sehr dichte Streuung römischer Trümmer auf einer Fläche von 370 × 175 m.                                                                        |         | 13.11.1986       | 6               |
|      | Hofesfeste / Haus Heisterbach            | Flerzheim | Am östlichen Ortsrand von Flerzheim befindet sich Haus Heisterbach, eine alte Hofanlage. Die Geschichte des Hofes ist, wie der Name bereits vermuten lässt, eng verknüpft mit der des Klosters Heisterbach in der Stadt Königswinter.                                          |         | 04.06.1991       | 7               |
|      | Römische Wasserleitung                   | Flerzheim | Das Bodendenkmal „römische Wasserleitung Rheinbach-Flerzheim“ ist ein Teil der Wasserleitung zwischen der Eifel und Colonia Claudia Ara Agrippinesium – Köln. Sie stellt eine ingenieurtechnische und organisatorische Hochleistung der römischen Verwaltung und Baukunst dar. |         | 04.12.2001       | 18              |

Besonderheit
Im 1. Jhr. n. Chr. befand sich auf der heutigen Gemarkung von Flerzheim eine villa rustica. Obwohl es sich hierbei um ein bedeutendes kulturhistorisches Denkmal handelt, wurde auf Eintrag in die Liste der Bodendenkmäler mit nachstehender Begründung abgesehen.

Zitat Anfang: „... die villa rustica in Flerzheim ist flächig ausgegraben und das Gelände danach zum Kiesabbau freigegeben worden. Aus diesem Grund existiert die villa heute nicht mehr. Dementsprechend ist eine Eintragung als Bodendenkmal in die Denkmalliste nicht erfolgt und es gibt keine Denkmalnummer. Die Gauss-Krüger-Koordinaten des Fundortes sind in den Kartierungen im Artikel M. Gechter, Römische Villa rustica von Rheinbach-Flerzheim, Rhein-Sieg-Kreis. Ausgrabungen im Rheinland '79, 173–177 publiziert.“( 1) Zitat Einfang.

## Neukirchen
| Bild                           | Bezeichnung                    | Lage       | Beschreibung | Bauzeit | Eingetragen seit | Denkmal- nummer |
| ------------------------------ | ------------------------------ | ---------- | --- | ------- | ---------------- | --------------- |
| Kirche und Kirchhof Neukirchen | Kirche und Kirchhof Neukirchen | Neukirchen | In der Ortslage Neukirchen, südwestlich von Rheinbach, liegt die Pfarrkirche St. Margarethae. Sie wurde im 18. Jahrhundert errichtet und ist als Baudenkmal in der Liste der Denkmäler eingetragen. St. Margarethae ist an dieser Stelle nicht das erste Gotteshaus. Es befindet sich vielmehr an der Stelle, wo zuvor mindestens ein älteres Kirchengebäude stand. Durch eine Schriftquelle ist für die Zeit um 1300 zuverlässig belegt, dass in Neukirchen eine Kirche existierte und dass diese zu Flerzheim gehörte. Bei dieser Quelle handelt es sich um den Liber Valoris, eine listenartige Übersicht über die damaligen Kirchen und Kapellen. |         | 02.03.2017       | 24              |

## Niederdrees
| Bild | Bezeichnung               | Lage                    | Beschreibung | Bauzeit | Eingetragen seit | Denkmal- nummer |
| ---- | ------------------------- | ----------------------- | --- | ------- | ---------------- | --------------- |
|      | Villa rustica Niederdrees | Niederdrees             | Bei diesem durch Oberflächenfunde bekannt gewordenen Platz handelt es sich um den zentralen Bereich einer römischen villa rustica. Der Bereich der villa rustica wurde nachweislich anhand historischer Karten in den letzten 200 Jahren nicht tiefgründig zerstört. |         | 04.01.2017       | 25              |
|      | Dorfwüstung Gievekoven    | Niederdrees/Ramershoven | Die mittelalterlich-neuzeitliche Dorfwüstung Gievekoven liegt zwischen Swisttal-Morenhoven und Rheinbach-Niederdrees. Spuren ehemaliger Gebäude sind oberirdisch nicht erhalten. Die Ausdehnung der Siedlung lässt sich jedoch durch intensive Prospektionen mit Einzelfund Einmessung, Bohrungen, Sondagen und geophysikalischen Untersuchungen gut eingrenzen. Nach den archäologischen Untersuchungen begann die Besiedlung im 6. Jahrhundert, wahrscheinlich mit zwei kleineren Gehöften. In karolingischer Zeit erfolgten ein Ausbau und eine kleinräumige Verlagerung des Siedlungszentrums. Auch in dieser Zeit wird es sich zunächst um mehrere Gehöfte gehandelt haben, die jetzt aber näher zusammen stehen. Zu jedem Gehöft gehören verschiedene Baulichkeiten wie Ställe, Scheunen, Grubenhäuser und ein umgebender Palisadenzaun. Die Konsolidierungsphase nimmt ihren Höhepunkt im Hochmittelalter, wo sich ein zentraler Bereich abzeichnet. Jetzt kann von einem Zusammenschluss zu einer dörflichen Gemeinschaft gesprochen werden. Laut historischer Überlieferung ist Gievekoven im Dreißigjährigen Krieg untergegangen. |         | 09.10.2018       | 26              |

## Oberdrees
| Bild | Bezeichnung                      | Lage      | Beschreibung | Bauzeit | Eingetragen seit | Denkmal- nummer |
| ---- | -------------------------------- | --------- | --- | ------- | ---------------- | --------------- |
|      | Römische Trümmerreste/Grabenspur | Oberdrees | 2,5 km nordwestlich der Ortsmitte Rheinbach und 750 m südwestlich der Kirche in Oberdrees liegt eine ausgeprägte Streuung römischer Trümmerreste. Sie wird durch den Gleiskörper Rheinbach-Euskirchen durchschnitten. |         | 22.10.1992       | 9               |

## Ramershoven
| Bild | Bezeichnung           | Lage        | Beschreibung | Bauzeit | Eingetragen seit | Denkmal- nummer |
| ---- | --------------------- | ----------- | --- | ------- | ---------------- | --------------- |
|      | Burganlage/Hofesfeste | Ramershoven | Auf der vorgenannten Fläche wurde vermutlich im 8. /9. Jh. der Hof gegründet und Mitte des 11. JH. zu einer Burganlage ausgebaut. Aus dieser Zeit stammen die Wassergräben (siehe auch Baudenkmal Nr. 59). |         | 11.02.1991       | 8               |

### Peppenhoven
| Bild                   | Bezeichnung            | Lage        | Beschreibung | Bauzeit | Eingetragen seit | Denkmal- nummer |
| ---------------------- | ---------------------- | ----------- | --- | ------- | ---------------- | --------------- |
| Burganlage Peppenhoven | Burganlage Peppenhoven | Peppenhoven | 2,5 km nördlich der Mitte von Rheinbach liegt die Burg Peppenhoven. Ihr Name kann wahrscheinlich von Pippin, dem Vater Karls des Großen, hergeleitet werden. |         | 31.08.1993       | 10              |

## Wormersdorf
| Bild           | Bezeichnung        | Lage        | Beschreibung | Bauzeit | Eingetragen seit | Denkmal- nummer |
| -------------- | ------------------ | ----------- | --- | ------- | ---------------- | --------------- |
| weitere Bilder | Burganlage Tomburg | Wormersdorf | Ca. 4 km SSO von Rheinbach und ca. 850 m SW des Ortsrandes von Wormersdorf auf dem 80 × 45 m großem Plateau einer etwa 30 m hohen Kuppe Reste einer Burganlage. Erhalten u.a. ein mächtiger, runder Bergfried (restauriert) |         | 24.01.1986       | 4               |